# Еміль Буарак
Еміль Буарак (повне ім'я — Огюстен Еміль Буарак, фр. Augustin Émile Boirac; 26 серпня 1851, Гельма, Алжир — 20 вересня 1917, Сальс-ле-Шато, Франція) — французький філософ, психолог, парапсихолог, видатний есперантист.

## Біографія та академічна діяльність
Народився 26 серпня 1851 року в місті Гельма (Алжир). Вивчав літературу та філософію в університеті Бордо, де отримав ступінь бакалавра з літератури у 1872 році, а ступінь агреже з філософії — в 1874 році. У 1894 році захистив дисертацію на тему «Ідея феномену», в якій намагався примирити теорії Ренув'є та Фульє щодо матерії, реальності навколишнього світу, ідеалізму та феноменалізма. Із 1871 року протягом 26 років викладав філософію у французьких навчальних закладах, у тому числі в престижному ліцеї Кондорсе (1882—1897); у 1898—1902 роках був ректором університету Гренобля, а в 1902—1917 роках — ректором університету Діжона. У 1906 році був обраний член-кореспондентом французької Академії моральних і політичних наук.
Найбільше прославився своїми дослідженнями й експериментами в області психології та парапсихології. Є автором терміна «дежавю», запропонувавши його в 1876 році. Займався вивченням гіпнозу та спіритизму; в 1898 році був у групі, що досліджувала спіритичні здібності італійського медіума Евсапії Палладіно. Досліджував також такі явища, як месмеризм, «транспозиція почуттів», «магнетичне взаєморозуміння», «екстеріоризація чутливості», «екстеріоризація сили рухових нервів» та ін. Був автором багатьох наукових, дидактичних і популярних публікацій на теми філософії, психології та моралі. Крім того, Буарак був засновником електротехнічного інституту в Греноблі та інституту вина в Діжоні. Кавалер ордена Почесного легіону.
Був одружений, мав чотирьох дітей. Помер 20 вересня 1917 року в місті Сальс-ле-Шато при не цілком зрозумілих обставинах (за однією версією під час спіритичного сеансу; згідно з іншою версією, він наклав на себе руки через втрату «жаги до життя»). Був похований у Сальс-ле-Шато, проте 6 жовтня того ж року був перепохований в Діжоні на кладовищі Péjoces; в цьому ж місті в його честь названа невелика вулиця.

## Есперанто-діяльність
Познайомився з есперанто в 1900 році та швидко став активним його прихильником. Був автором багатьох статей про есперанто французькою мовою та есперанто, співпрацював із багатьма виданнями на есперанто; перевів на есперанто твір Ляйбніца «Монадологія» (1902) і кілька художніх творів. Завдяки його старанням есперанто на деякий час ввели в навчальну програму університету Діжона. Буарак був головою I всесвітнього конгресу есперантистів (1905 рік, Булонь-сюр-Мер), головою Мовного комітету, а в 1908—1917 роках — головою Академії есперанто.
Історіографія есперанто оцінює внесок Буарака у розвиток есперанто-руху як досить значний. «Енциклопедія есперанто» (1934) характеризує його так: «Буарак проявив себе як один з кращих наших стилістів і організаторів». Еміль Буарак неодноразово включався до різноманітних списків «найбільш видатних есперантистів».

## Вибрана бібліографія

### Твори з філософії та психології
- La dissertation philosophique, choix de sujets, plans, développements avec une introduction sur les règles de la dissertation philosophique (1890)
- Cours élémentaire de philosophie (1891, 1892)
- L'idée du phénomène, étude critique et analytique (1894)
- De spatio apud Leibnitium (1894)
- Oeuvres philosophiques de Leibniz (1900)
- Leçons de psychologie appliquées à l'éducation (1902, спільно з A. Magendie)
- La psychologie inconnue. Introduction et contribution à l'étude expérimentale des sciences psychiques (1908)
- Leçons de morale (1910)
- Esquisse d'une interprétation du monde: d'après les manuscrits de l'auteur (1913, спільно з Alfred Fouillée)
- L'avenir des sciences psychiques (1917)

### Твори, що відносяться до есперанто
- Monadologio (Лейбніц, пров. На есперанто, 1902)
- Ŝlosileto kvarlingva (1903)
- Perdita kaj retrovita (1905)
- Qu'est-ce que l'espéranto? (1906)
- Le Congrès espérantiste de Genève (1906)
- Pri la homa radiado (1906)
- Don Juan aŭ la ŝtona festeno (Мольєр, пров. На есперанто, 1909)
- La kvara mago aŭ la alia saĝulo (Генрі ван Дайк, пров. На есперанто, 1909)
- Plena Vortaro Esperanto-Esperanta kaj Esperanto-Franca (1909)
- Le problème de la langue internationale (1911)
- Vortaro de la oficialaj radikoj de Esperanto (1911)
- Fundamentaj principoj de la vortaro esperanta (1911)